# Себеж
Себеж (рус. Себеж) насељено је место са административним статусом града на западу европског дела Руске Федерације. Налази се у југозападном делу Псковске области и административно припада Себешком општинском рејону чији је уједно и административни центар.
Себеж који има статус града још од 1772. године налази се на списку историјских градова Русије.
Према проценама националне статистичке службе за 2016. у граду је живело 5.449 становника.

## Географија
Град Себеж налази се на крајњем југозападу Псковске области, на око 190 km јужно од града Пскова, односно на око 600 km западно од Москве. Град је смештен на обалама Себешког језера на југоистоку, и језера Ороно. На око километар од града налази се мање моренско узвишење.
У близини града се налазе значајнија лежишта грађевинског материјала и тресетишта, те термоминерални извори и пелоидна поља.
Кроз град пролази деоница међународног аутопута и железничке пруге Москва—Рига, те аутопут Санкт Петербург—Минск.

## Историја
Први писани помен Себежа као насељеног места односи се на 1414. годину, а само насеље се помиње у једном од докумената пољског хроничара Матеја Стриковског као један од пограничних утврђених градова Псковске републике. Те године је велики литвански књаз Витаутас на свом војничком походу ка Пскову спалио град Себеж. Самим тим је извесно да је насеље настало знатно раније, иако се на основу неких других извора као време оснивања града помиње 1535. година Наиме, током трајања руско-литванског рата 1534−1537. године војвода Иван Бутурлин је по налогу московског књаза у кратком времену на обали Себешког језера подигао дрвено утврђење у ком се налазила црква посвећена Усековању главе Јована Крститеља. Цркву је освештао тадашњи новгородски митрополит Макарије који је новоосновани град назвао Иванградом на Себежу (рус. Ивангород-на-Себеже). Новоосновани град је у наредним годинама био једна од најважнијих пограничних тврђава на граници са Литванском кнежевином, значајно поприште бројних битака између две државе и често је прелазио „из руке у руку”. Године 1623. пољски краљ Сигисмунд III Васа даровао је граду повељу о Магдебуршком праву, а исте године Себеж добија и свој први грб − плави штит на којем Самсон држи лава за чељусти. Две године касније краљ Сигмунд је граду даровао здање римокатоличке цркве посвећене Светој Тројици (црква је 1988. предата на управу православној црквеној општини Себеж под чијом управом се и данас налази).
У границе руске државе град се враћа тек 1772. године као директна последица прве поделе Пољске и исте године добија званичан статус града Руске Империје.

## Демографија
Према подацима са пописа становништва 2010. у граду је живело 6.375 становника, док је према проценама националне статистичке службе за 2016. град имао 5.449 становника.
| 1897. | 1939. | 1959. | 1970.  | 1979.  | 1989. | 2002. | 2010. | 2016. |
| ----- | ----- | ----- | ------ | ------ | ----- | ----- | ----- | ----- |
| 4.326 | 6.000 | 6.994 | 10.154 | 10.501 | 9.582 | 7.138 | 6.375 | 5.449 |

## Партнерски градови
- Верхњедвинск (Витепска област, Белорусија)